# John Prescott

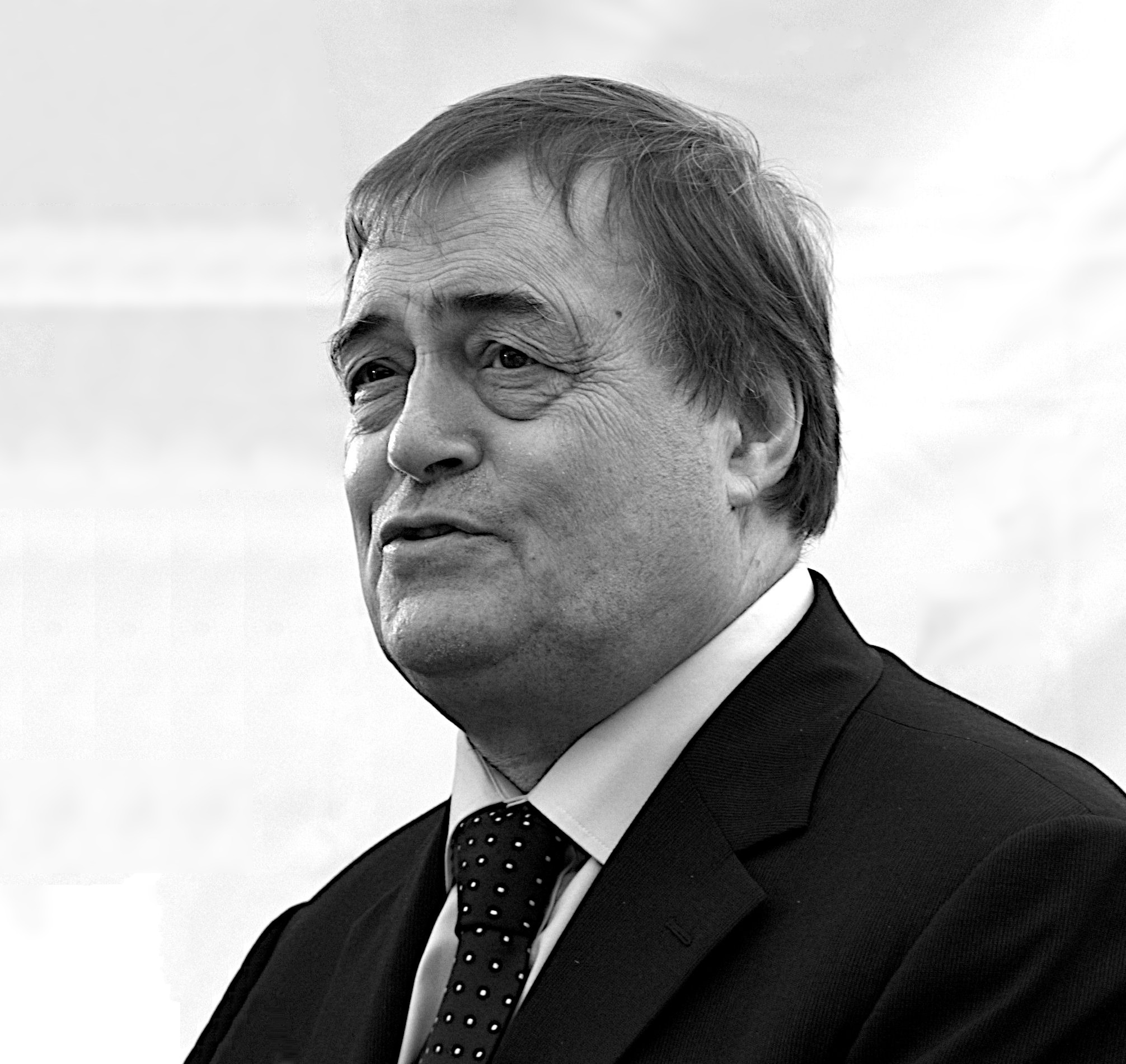
John Prescott under sin sista dag som biträdande premiärminister (juni 2007).

John Leslie Prescott, född 31 maj 1938 i Prestatyn, Denbighshire, död 20 november 2024, var en brittisk politiker (Labourpartiet) som var Storbritanniens biträdande premiärminister under hela Tony Blairs tid som premiärminister 1997–2007.
I unga år arbetade Prescott i handelsflottan och var fackligt aktiv i det brittiska sjöfolksförbundet. Efter universitetsstudier arbetade han som facklig ombudsman. Efter att ha gjort ett misslyckat försök att bli invald i det brittiska underhuset 1966, lyckades han 1970 bli parlamentsledamot för Labour i valkretsen Hull East; konservativ motkandidat var Norman Lamont. Prescott innehade detta mandat till 2010.
Efter att partiledaren John Smith hastigt avlidit 1994 ställde Prescott upp som partiledarkandidat, men besegrades av Tony Blair. Prescott valdes istället till vice partiledare. Efter Labours valseger 1997 tillträdde Prescott som biträdande premiärminister i Tony Blairs regering, från 2 maj 1997. När Blair avgick lämnade också Prescott sin post 27 juni 2007. Prescott var dessutom miljö-, transport- och regionminister 1997–2001.